# Liste von Burgen, Schlössern und Festungen im Département Eure
Die Liste von Burgen, Schlössern und Festungen im Département Eure listet bestehende und abgegangene Anlagen im Département Eure auf. Das Département zählt zur Region Normandie in Frankreich.

Wappen des Départements Eure (27)
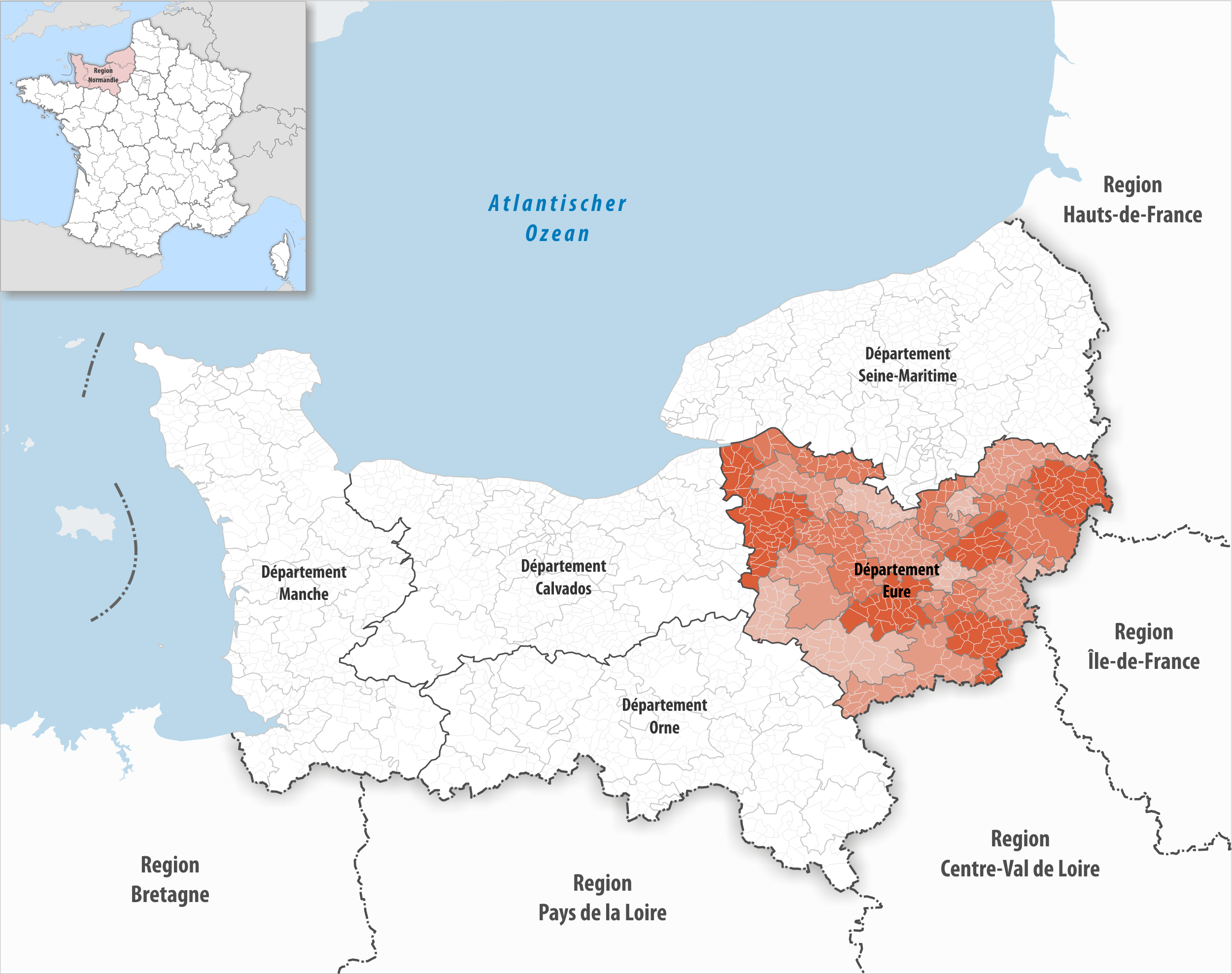
Lage des Départements Eure in der Region Normandie
Lage der Region Normandie in Frankreich

## Liste
Bestand am 22. Dezember 2022: 352
| Name deu / fra                                                               | Gemeinde / Lage                                                       | Typ (Untertyp)             | Bemerkungen | Bild |
| ---------------------------------------------------------------------------- | --------------------------------------------------------------------- | -------------------------- | --- | ---- |
| Schloss Acquigny Château d'Acquigny                                          | Acquigny 49,172113° N, 1,18764° O                                     | Schloss                    | |      |
| Schloss Ailly Château d'Ailly                                                | Ailly 49,160293° N, 1,245129° O                                       | Schloss                    | |      |
| Burg Alizay Château fort d'Alizay                                            | Alizay                                                                | Burg                       | Abgegangen |      |
| Schloss Amécourt Château d'Amécourt                                          | Amécourt 49,380489° N, 1,734468° O                                    | Schloss                    | |      |
| Schloss Amfreville-sur-Iton Château d'Amfreville-sur-Iton                    | Acquigny / Amfreville-sur-Iton 49,145481° N, 1,153498° O              | Schloss                    | |      |
| Herrenhaus L’Ancienne Prison Manoir de l'Ancienne Prison                     | Acquigny 49,174° N, 1,1883° O                                         | Schloss (Herrenhaus)       | |      |
| Schloss Andé Château d'Andé                                                  | Andé 49,229° N, 1,2354° O                                             | Schloss                    | |      |
| Herrenhaus Angoville Manoir d'Angoville                                      | Les Monts du Roumois                                                  | Schloss (Herrenhaus)       | |      |
| Burg Annebault Château d'Annebault                                           | Appeville-Annebault                                                   | Burg                       | Abgegangen |      |
| Schloss Aptot Château d'Aptot                                                | Bonneville-Aptot 49,268279° N, 0,737145° O                            | Schloss                    | |      |
| Turm Les Archives Tour des Archives                                          | Vernon 49,0945° N, 1,484029° O                                        | Burg (Turm)                | |      |
| Schloss Asnières Château d'Asnières                                          | Asnières 49,2212° N, 0,4018° O                                        | Schloss                    | |      |
| Herrenhaus Aubigny Manoir d'Aubigny                                          | Vexin-sur-Epte 49,1789° N, 1,5893° O                                  | Schloss (Herrenhaus)       | |      |
| Schloss Autonne Château d'Autonne                                            | Bosgouet                                                              | Schloss                    | |      |
| Schloss Aveny Château d'Aveny                                                | Vexin-sur-Epte 49,164708° N, 1,661634° O                              | Schloss                    | Im Weiler Dampsmesnil |      |
| Burg Avrilly Château d'Avrilly                                               | Chambois 48,9303° N, 1,1396° O                                        | Burg (Motte)               | Ruine |      |
| Burg Bacqueville Château fort de Bacqueville                                 | Bacqueville                                                           | Burg                       | Abgegangen |      |
| Burg La Baronnie Château fort de la Baronnie                                 | Saint-Philbert-sur-Risle 49,276981° N, 0,658601° O                    | Burg                       | |      |
| Herrenhaus Barquet Manoir de Barquet                                         | Barquet 49,0484° N, 0,8502° O                                         | Schloss (Herrenhaus)       | |      |
| Herrenhaus Barville Manoir de Barville                                       | Barville 49,158207° N, 0,480052° O                                    | Schloss (Herrenhaus)       | |      |
| Herrenhaus Le Bâtiment Manoir du Bâtiment                                    | Le Tronquay 49,4305° N, 1,45° O                                       | Schloss (Herrenhaus)       | |      |
| Burg Baudemont Château fort de Baudemont                                     | Vexin-sur-Epte 49,136384° N, 1,647676° O                              | Burg                       | |      |
| Burg Bazincourt Château fort de Bazincourt                                   | Bazincourt-sur-Epte                                                   | Burg                       | |      |
| Schloss Beauchêne Château de Beauchêne                                       | Saint-Aubin-sur-Gaillon 49,107379° N, 1,345711° O                     | Schloss                    | |      |
| Herrenhaus Beauficel Manoir de Beauficel                                     | Beauficel-en-Lyons 49,1714° N, 0,7566° O                              | Schloss (Herrenhaus)       | |      |
| Schloss Beauficel Château de Beauficel                                       | Harcourt 49,1723° N, 0,7533° O                                        | Schloss                    | |      |
| Schloss Beaumesnil Château de Beaumesnil                                     | Mesnil-en-Ouche 49,014° N, 0,7115° O                                  | Schloss                    | Museum |      |
| Herrenhaus Beaumont-la-Ville Manoir de Beaumont-la-Ville                     | Beaumontel                                                            | Schloss (Herrenhaus)       | |      |
| Schloss Beaumontel Château de Beaumontel (Ferme Hervieu)                     | Beaumontel 49,095118° N, 0,776531° O                                  | Schloss                    | |      |
| Herrenhaus Beaunay Manoir de Beaunay                                         | Les Hogues 49,414737° N, 1,404064° O                                  | Schloss (Herrenhaus)       | Vestiges |      |
| Schloss Beauregard Château de Beauregard                                     | Vexin-sur-Epte 49,202183° N, 1,558308° O                              | Schloss                    | |      |
| Herrenhaus Le Beaurocher Manoir du Beaurocher                                | Mesnil-en-Ouche                                                       | Schloss (Herrenhaus)       | |      |
| Herrenhaus Le Bec Manoir dit ferme du Bec                                    | Ailly 49,1595° N, 1,2661° O                                           | Schloss (Herrenhaus)       | |      |
| Burg Bec-Alis Château fort de Bec-Alis                                       | Bailleul-la-Vallée                                                    | Burg                       | Ruine |      |
| Herrenhaus Becdal Manoir de Becdal                                           | Acquigny 49,1832° N, 1,1689° O                                        | Schloss (Herrenhaus)       | |      |
| Herrenhaus Belle-Londe Manoir de Belle-Londe                                 | Beuzeville                                                            | Schloss (Herrenhaus)       | |      |
| Schloss Bérengeville Château de Bérengeville                                 | Bérengeville-la-Campagne                                              | Schloss                    | |      |
| Burg Bernay Château fort de Bernay                                           | Bernay                                                                | Burg                       | Abgegangen |      |
| Befestigtes Haus Bernouville Manoir fortifié de Bernouville                  | Bernouville                                                           | Schloss (Befestigtes Haus) | Abgegangen |      |
| Schloss Bernouville Château de Bernouville                                   | Bernouville                                                           | Schloss                    | |      |
| Schloss Bérou Château de Bérou                                               | Guichainville 48,964392° N, 1,17422° O                                | Schloss                    | Heute ein Sozialzentrum |      |
| Schloss Berthenonville Château de Berthenonville                             | Vexin-sur-Epte 49,184189° N, 1,660989° O                              | Schloss                    | |      |
| Herrenhaus Berthouville Manoir de Berthouville                               | Berthouville 49,179321° N, 0,635451° O                                | Schloss (Herrenhaus)       | |      |
| Herrenhaus Berville-sur-Mer Manoir de Berville-sur-Mer                       | Berville-sur-Mer 49,4208° N, 0,3587° O                                | Schloss (Herrenhaus)       | |      |
| Herrenhaus Bézu Manoir de Bézu                                               | Bézu-Saint-Éloi                                                       | Schloss (Herrenhaus)       | |      |
| Herrenhaus Bioval Manoir de Bioval                                           | Vexin-sur-Epte                                                        | Schloss (Herrenhaus)       | |      |
| Schloss Bizy Château de Bizy                                                 | Vernon 49,0836° N, 1,4658° O                                          | Schloss                    | |      |
| Herrenhaus Blacquemare Manoir de Blacquemare                                 | Beuzeville                                                            | Schloss (Herrenhaus)       | |      |
| Schloss Blanc Château Blanc                                                  | Morsan 49,185308° N, 0,605278° O                                      | Schloss                    | |      |
| Schloss Le Blanc-Buisson Château du Blanc-Buisson                            | Mesnil-en-Ouche 48,938951° N, 0,564412° O                             | Schloss                    | |      |
| Schloss Le Bois de Nemetz Château du Bois de Nemetz                          | Authevernes 49,229801° N, 1,611486° O                                 | Schloss                    | |      |
| Herrenhaus Le Bois-Baril Manoir du Bois-Baril                                | Mesnil-en-Ouche 48,9307° N, 0,6427° O                                 | Schloss (Herrenhaus)       | |      |
| Schloss Les Bois-Francs Château des Bois-Francs                              | Les Barils 48,719831° N, 0,831921° O                                  | Schloss                    | |      |
| Herrenhaus Bois-Gautier Manoir de Bois-Gautier                               | Vexin-sur-Epte                                                        | Schloss (Herrenhaus)       | |      |
| Herrenhaus Bois-Hébert Manoir de Bois-Hébert                                 | Verneusses                                                            | Schloss (Herrenhaus)       | |      |
| Herrenhaus Bois-Jérôme Manoir de Bois-Jérôme                                 | Bois-Jérôme-Saint-Ouen                                                | Schloss (Herrenhaus)       | |      |
| Schloss Le Bois-Préau Château du Bois-Préau                                  | Lisors                                                                | Schloss                    | |      |
| Herrenhaus Boisemont Manoir de Boisemont                                     | Boisemont                                                             | Schloss (Herrenhaus)       | |      |
| Schloss Boisset-les-Prévanches Château de Boisset-les-Prévanches             | Boisset-les-Prévanches 48,971613° N, 1,332743° O                      | Schloss                    | |      |
| Schloss Bonnemare Château de Bonnemare                                       | Radepont 49,3317° N, 1,333° O                                         | Schloss                    | |      |
| Schloss Bonneval Château de Bonneval                                         | La Haye-Aubrée 49,401435° N, 0,708321° O                              | Schloss                    | |      |
| Schloss Bonneville Château de Bonneville                                     | Chamblac 48,9872° N, 0,5496° O                                        | Schloss                    | |      |
| Herrenhaus Bosc-Anglier Manoir de Bosc-Anglier                               | Beaumontel                                                            | Schloss (Herrenhaus)       | |      |
| Herrenhaus Le Bosc-Roger Manoir du Bosc-Roger                                | Barquet                                                               | Schloss (Herrenhaus)       | |      |
| Herrenhaus Le Bosc-Roger Manoir du Bosc-Roger                                | Vexin-sur-Epte                                                        | Schloss (Herrenhaus)       | |      |
| Schloss Bosgouet Château de Bosgouet                                         | Bosgouet                                                              | Schloss                    | |      |
| Herrenhaus Bosquentin Manoir de Bosquentin                                   | Bosquentin                                                            | Schloss (Herrenhaus)       | |      |
| Herrenhaus Bouafles Manoir de Bouafles                                       | Bouafles 49,213015° N, 1,387681° O                                    | Schloss (Herrenhaus)       | |      |
| Herrenhaus Le Bouffey Manoir du Bouffey                                      | Bernay                                                                | Schloss (Herrenhaus)       | |      |
| Schloss La Boulaie Château de la Boulaie                                     | Autheuil-Authouillet                                                  | Schloss                    | Abgegangen 1830, im Ortsteil Autheuil |      |
| Herrenhaus Le Bourg-dessus Manoir du Bourg-dessus                            | Beaumont-le-Roger                                                     | Schloss (Herrenhaus)       | |      |
| Herrenhaus Le Bout-de-la-Ville Manoir du Bout-de-la-Ville                    | Muids                                                                 | Schloss (Herrenhaus)       | |      |
| Schloss Brécourt Château de Brécourt                                         | Douains 49,0518° N, 1,4239° O                                         | Schloss                    | |      |
| Schloss Le Breuil-Benoît Château du Breuil-Benoît                            | Marcilly-sur-Eure 48,809306° N, 1,354278° O                           | Schloss                    | |      |
| Schloss Breuilpont Château de Breuilpont                                     | Breuilpont 48,963045° N, 1,428005° O                                  | Schloss                    | |      |
| Burg Brionne Château de Brionne                                              | Brionne 49,195194° N, 0,723° O                                        | Burg                       | Ruine |      |
| Herrenhaus Les Broches Manoir des Broches                                    | La Haye-de-Routot 49,406642° N, 0,718058° O                           | Schloss (Herrenhaus)       | |      |
| Schloss Broglie Château de Broglie                                           | Broglie 49,008644° N, 0,526509° O                                     | Schloss                    | |      |
| Herrenhaus Les Brûlins Manoir des Brûlins                                    | Le Tronquay 49,4222° N, 1,445894° O                                   | Schloss (Herrenhaus)       | |      |
| Schloss Brumare Château de Brumare                                           | Brestot 49,340848° N, 0,67577° O                                      | Schloss                    | |      |
| Herrenhaus Le Buc Manoir du Buc                                              | Bacqueville                                                           | Schloss (Herrenhaus)       | |      |
| Herrenhaus la Bucaille Manoir de la Bucaille                                 | Berville-la-Campagne                                                  | Schloss (Herrenhaus)       | Abgegangen |      |
| Herrenhaus La Bucaille Manoir de La Bucaille                                 | Guiseniers 49,204275° N, 1,476812° O                                  | Schloss (Herrenhaus)       | |      |
| Burg La Bucaille Motte castrale de La Bucaille                               | Guiseniers                                                            | Burg (Motte)               | |      |
| Herrenhaus Le Bucquet Manoir du Bucquet                                      | Mézières-en-Vexin                                                     | Schloss (Herrenhaus)       | |      |
| Schloss Le Buisson de May Château du Buisson de May                          | Saint-Aquilin-de-Pacy 49,0083° N, 1,3295° O                           | Schloss                    | |      |
| Schloss Le Buisson-Garembourg Château du Buisson-Garembourg                  | Guichainville 48,9797° N, 1,1883° O                                   | Schloss                    | |      |
| Herrenhaus Bus Manoir de Bus                                                 | Vexin-sur-Epte 49,146091° N, 1,619861° O                              | Schloss (Herrenhaus)       | |      |
| Schloss Les Buspins Château des Buspins                                      | Daubeuf-près-Vatteville 49,249142° N, 1,297479° O                     | Schloss                    | |      |
| Schloss Cahaignes Château de Cahaignes                                       | Vexin-sur-Epte 49,210222° N, 1,597861° O                              | Schloss                    | |      |
| Burg Cambremont Château de Cambremont                                        | Acquigny                                                              | Burg                       | Aus dem 12. Jahrhundert |      |
| Herrenhaus Le Camp-Jacquet Manoir du Camp-Jacquet                            | Acquigny                                                              | Schloss (Herrenhaus)       | |      |
| Herrenhaus La Champagne (Eure) Manoir de la Champagne                        | Beuzeville                                                            | Schloss (Herrenhaus)       | |      |
| Schloss Canteloup Château de Canteloup                                       | Amfreville-sous-les-Monts / Romilly-sur-Andelle 49,3135° N, 1,2437° O | Schloss                    | |      |
| Herrenhaus Canteloup Manoir de Canteloup                                     | Harquency                                                             | Schloss (Herrenhaus)       | |      |
| Schloss Caorches-Saint-Nicolas Château de Caorches-Saint-Nicolas             | Caorches-Saint-Nicolas 49,081307° N, 0,554866° O                      | Schloss                    | |      |
| Schloss Carentonne Château de Carentonne                                     | Bernay                                                                | Schloss                    | |      |
| Herrenhaus Les Carrières Manoir des Carrières                                | La Haye-Aubrée                                                        | Schloss (Herrenhaus)       | |      |
| Schloss Carsix Château de Carsix                                             | Carsix 49,142058° N, 0,669175° O                                      | Schloss                    | |      |
| Schloss Caudecotte Château de Caudecotte                                     | Bazoques 49,183069° N, 0,551789° O                                    | Schloss                    | |      |
| Herrenhaus Les Célestins Manoir des Célestins                                | Le Tronquay                                                           | Schloss (Herrenhaus)       | |      |
| Schloss Chambines Château de Chambines                                       | Hécourt 48,993597° N, 1,412161° O                                     | Schloss                    | |      |
| Schloss Chambray Château de Chambray                                         | Chambray 49,080703° N, 1,297299° O                                    | Schloss                    | |      |
| Schloss Chambray Château de Chambray                                         | Gouville 48,8373° N, 1,0061° O                                        | Schloss                    | |      |
| Schloss Le Champ-de-Bataille Château du Champ-de-Bataille                    | Le Neubourg 49,1682° N, 0,8594° O                                     | Schloss                    | |      |
| Herrenhaus Le Chapitre Manoir du Chapitre                                    | Ailly 49,160889° N, 1,244374° O                                       | Schloss (Herrenhaus)       | |      |
| Schloss Charleval Château de Charleval                                       | Charleval                                                             | Schloss                    | Wenig erhalten |      |
| Schloss Château-Neuf Château-Neuf                                            | Port-Mort 49,173292° N, 1,388451° O                                   | Schloss                    | |      |
| Burg Château-sur-Epte Château de Château-sur-Epte                            | Château-sur-Epte 49,1978° N, 1,6615° O                                | Burg                       | Ruine |      |
| Herrenhaus Chauvincourt Manoir de Chauvincourt                               | Chauvincourt-Provemont 49,28004° N, 1,639133° O                       | Schloss (Herrenhaus)       | |      |
| Herrenhaus Le Chêne-Varin Manoir du Chêne-Varin                              | Rosay-sur-Lieure                                                      | Schloss (Herrenhaus)       | |      |
| Schloss Chennebrun Château de Chennebrun                                     | Chennebrun 48,6808° N, 0,7828° O                                      | Schloss                    | |      |
| Schloss Le Chesnay-Haguest Château du Chesnay-Haguest                        | Vexin-sur-Epte                                                        | Schloss                    | |      |
| Herrenhaus Chopillard Manoir de Chopillard                                   | La Haye-Aubrée                                                        | Schloss (Herrenhaus)       | |      |
| Herrenhaus Civières Manoir de Civières                                       | Vexin-sur-Epte                                                        | Schloss (Herrenhaus)       | |      |
| Schloss Cléry Château de Cléry                                               | Les Andelys                                                           | Schloss                    | Abgegangen |      |
| Herrenhaus Le Clos-de-l’Aître Manoir du Clos-de-l'Aître                      | Pressagny-l’Orgueilleux 49,131877° N, 1,442146° O                     | Schloss (Herrenhaus)       | |      |
| Herrenhaus Colmont Manoir de Colmont                                         | Perriers-sur-Andelle 49,415631° N, 1,372102° O                        | Schloss (Herrenhaus)       | |      |
| Burg Conches-en-Ouche Château de Conches-en-Ouche                            | Conches-en-Ouche 48,9613° N, 0,9433° O                                | Burg                       | Ruine |      |
| Schloss Condé-sur-Iton Château de Condé-sur-Iton                             | Mesnils-sur-Iton 48,82988° N, 0,96376° O                              | Schloss                    | |      |
| Herrenhaus Connelles Manoir de Connelles                                     | Connelles 49,262073° N, 1,26931° O                                    | Schloss (Herrenhaus)       | Heute ein Hotel-Restaurant |      |
| Herrenhaus Corny Manoir de Corny                                             | Corny                                                                 | Schloss (Herrenhaus)       | |      |
| Herrenhaus Le Coudray Manoir du Coudray                                      | Ajou                                                                  | Schloss (Herrenhaus)       | |      |
| Schloss Coulonges Château de Coulonges                                       | Sylvains-les-Moulins 48,886987° N, 1,084952° O                        | Schloss                    | |      |
| Herrenhaus Courcelles-sur-Seine Manoir de Courcelles-sur-Seine               | Courcelles-sur-Seine                                                  | Schloss (Herrenhaus)       | |      |
| Schloss Courtmoulin Château de Courtmoulin                                   | Le Val d’Hazey 49,161203° N, 1,318151° O                              | Schloss                    | |      |
| Schloss Les Coutures Château des Coutures                                    | Saint-Quentin-des-Isles 49,045191° N, 0,573539° O                     | Schloss                    | |      |
| Schloss Couvicourt Château de Couvicourt                                     | Saint-Aubin-sur-Gaillon 49,148261° N, 1,357947° O                     | Schloss                    | |      |
| Schloss Cracouville Château de Cracouville                                   | Le Vieil-Évreux                                                       | Schloss                    | |      |
| Schloss La Créquinière Château de la Créquinière                             | Le Val d’Hazey 49,17425° N, 1,32927° O                                | Schloss                    | 1980 abgerissen |      |
| Herrenhaus Criquetuit Manoir de Criquetuit                                   | Bacqueville                                                           | Schloss (Herrenhaus)       | |      |
| Schloss Croix-Mesnil Château de Croix-Mesnil                                 | Lyons-la-Forêt                                                        | Schloss                    | |      |
| Schloss La Croix-Richard Château de la Croix-Richard                         | Le Mesnil-Jourdain 49,184228° N, 1,113305° O                          | Schloss                    | |      |
| Herrenhaus La Croix-Saint-Leufroy Manoir de La Croix-Saint-Leufroy           | La Croix-Saint-Leufroy 49,105883° N, 1,242992° O                      | Schloss (Herrenhaus)       | |      |
| Schloss La Croix-Saint-Leufroy Château de La Croix-Saint-Leufroy             | La Croix-Saint-Leufroy 49,1084° N, 1,23821° O                         | Schloss                    | |      |
| Burg Douville Château de Douville                                            | Pont-Saint-Pierre                                                     | Burg                       | Ruine |      |
| Schloss Écos Château d'Écos                                                  | Vexin-sur-Epte                                                        | Schloss                    | |      |
| Schloss Écouis Château d'Écouis                                              | Écouis                                                                | Schloss                    | |      |
| Schloss Émalleville Château d'Émalleville                                    | Émalleville 49,096606° N, 1,154892° O                                 | Schloss                    | |      |
| Burg der Engländer Butte aux Anglais                                         | Bernay                                                                | Burg (Motte)               | |      |
| Burg der Engländer Butte aux Anglais                                         | Le Tronquay 49,450627° N, 1,426519° O                                 | Burg (Motte)               | |      |
| Herrenhaus L’Épinay Manoir de l'Épinay                                       | Hennezis                                                              | Schloss (Herrenhaus)       | |      |
| Schloss Étrépagny Château d'Étrépagny                                        | Étrépagny                                                             | Schloss                    | Ruine |      |
| Schloss Farguette Château de Farguette                                       | Saint-Pierre-la-Garenne                                               | Schloss                    | |      |
| Herrenhaus Le Fay Manoir du Fay                                              | Vexin-sur-Epte                                                        | Schloss (Herrenhaus)       | |      |
| Schloss Feuquerolles Château de Feuquerolles                                 | Les Andelys                                                           | Schloss                    | |      |
| Herrenhaus Feuguerolles Manoir de Feuguerolles                               | Feuguerolles                                                          | Schloss (Herrenhaus)       | Aus dem 15. Jahrhundert, zerstört |      |
| Herrenhaus Feuquerolles Manoir de Feuquerolles                               | Les Andelys                                                           | Schloss (Herrenhaus)       | |      |
| Schloss Fleury-la-Forêt Château de Fleury-la-Forêt                           | Fleury-la-Forêt 49,4139° N, 1,5462° O                                 | Schloss                    | Museum, Hotel |      |
| Schloss La Folletière Château de la Folletière                               | Neuilly                                                               | Schloss                    | |      |
| Schloss Fontaine l’Abbé Château de Fontaine l'Abbé                           | Fontaine-l’Abbé 49,090361° N, 0,694833° O                             | Schloss                    | |      |
| Schloss La Fontaine-du-Houx Château de la Fontaine-du-Houx                   | Bézu-la-Forêt 49,411814° N, 1,622648° O                               | Schloss                    | |      |
| Schloss Fontaine-la-Soret Château de Fontaine-la-Soret                       | Fontaine-la-Soret 49,148951° N, 0,719895° O                           | Schloss                    | |      |
| Herrenhaus Fontenay-en-Vexin Manoir de Fontenay-en-Vexin                     | Vexin-sur-Epte                                                        | Schloss (Herrenhaus)       | |      |
| Schloss Fontenétain Château de Fontenétain                                   | Saint-Pierre-la-Garenne                                               | Schloss                    | |      |
| Herrenhaus Forest Manoir de Forest                                           | Vexin-sur-Epte                                                        | Schloss (Herrenhaus)       | |      |
| Herrenhaus Le Fort Ferme du Fort                                             | Authevernes 49,218035° N, 1,63813° O                                  | Schloss (Herrenhaus)       | |      |
| Herrenhaus La Fortière Manoir de la Fortière                                 | Épreville-en-Lieuvin 49,215342° N, 0,547687° O                        | Schloss (Herrenhaus)       | |      |
| Schloss Fourges Château de Fourges                                           | Vexin-sur-Epte                                                        | Schloss                    | |      |
| Herrenhaus Fours Manoir de Fours                                             | Vexin-sur-Epte                                                        | Schloss (Herrenhaus)       | |      |
| Schloss Fours-en-Vexin Château de Fours-en-Vexin                             | Vexin-sur-Epte 49,18621° N, 1,598038° O                               | Schloss                    | |      |
| Herrenhaus Fretteville Manoir de Fretteville                                 | Daubeuf-près-Vatteville                                               | Schloss (Herrenhaus)       | |      |
| Schloss Froc-de-Launay Château de Froc-de-Launay                             | La Chapelle-Réanville 49,107237° N, 1,385791° O                       | Schloss                    | |      |
| Château Gaillard Château-Gaillard                                            | Les Andelys 49,238126° N, 1,402752° O                                 | Burg                       | Von Richard Löwenherz Ende des 12. Jahrhunderts erbaut. Eine der bedeutendsten Burgen des Mittelalters und heute eine der berühmtesten Ruinen Frankreichs. |      |
| Schloss Gaillon Château de Gaillon                                           | Gaillon 49,161209° N, 1,329934° O                                     | Schloss                    | Ruine |      |
| Schloss La Garde-Châtel Château de la Garde-Châtel                           | Terres de Bord 49,223267° N, 1,096388° O                              | Schloss                    | |      |
| Herrenhaus La Garenne Manoir de la Garenne                                   | Le Tronquay 49,441683° N, 1,446889° O                                 | Schloss (Herrenhaus)       | |      |
| Herrenhaus Gauciel Manoir de Gauciel                                         | Gauciel 49,0384° N, 1,257714° O                                       | Schloss (Herrenhaus)       | |      |
| Burg Gisors Château de Gisors                                                | Gisors 49,2808° N, 1,7745° O                                          | Burg                       | Ruine |      |
| Schloss Gournay Château de Gournay                                           | Gournay-le-Guérin                                                     | Schloss                    | |      |
| Schloss Grainville Château de Grainville                                     | Neaufles-Saint-Martin                                                 | Schloss                    | |      |
| Herrenhaus Le Grand Maître Manoir du Grand Maître                            | Lyons-la-Forêt                                                        | Schloss (Herrenhaus)       | |      |
| Herrenhaus La Grand-Fray Manoir de La Grand-Fray (Manoir de la Forêt)        | Le Tronquay 49,425566° N, 1,451824° O                                 | Schloss (Herrenhaus)       | |      |
| Schloss Graveron Château de Graveron                                         | Graveron-Sémerville 49,095238° N, 0,973751° O                         | Schloss                    | |      |
| Herrenhaus Grosmesnil Manoir de Grosmesnil                                   | Le Val d’Hazey 49,180221° N, 1,329957° O                              | Schloss (Herrenhaus)       | |      |
| Schloss Grumesnil Château de Grumesnil                                       | Heubécourt-Haricourt                                                  | Schloss                    | |      |
| Herrenhaus Guiseniers Manoir de Guiseniers                                   | Guiseniers                                                            | Schloss (Herrenhaus)       | |      |
| Schloss Guitry Château de Guitry                                             | Vexin-sur-Epte 49,21494° N, 1,54742° O                                | Schloss                    | |      |
| Schloss Le Hallot Château du Hallot                                          | Vexin-sur-Epte                                                        | Schloss                    | |      |
| Herrenhaus Le Hamel Manoir du Hamel                                          | Crestot                                                               | Schloss (Herrenhaus)       | |      |
| Herrenhaus Le Hamet Manoir du Hamet                                          | Acquigny                                                              | Schloss (Herrenhaus)       | |      |
| Herrenhaus Le Haras Manoir du Haras                                          | Neaufles-Saint-Martin 49,273749° N, 1,732909° O                       | Schloss (Herrenhaus)       | |      |
| Burg Harcourt Château d'Harcourt                                             | Harcourt 49,174° N, 0,7864° O                                         | Burg                       | Ruine |      |
| Herrenhaus Harquency Manoir d'Harquency                                      | Harquency                                                             | Schloss (Herrenhaus)       | |      |
| Herrenhaus La Haule Manoir de la Haule                                       | Aclou 49,170578° N, 0,703903° O                                       | Schloss (Herrenhaus)       | |      |
| Herrenhaus La Haute-Villette Manoir de la Haute-Villette                     | Louviers                                                              | Schloss (Herrenhaus)       | |      |
| Herrenhaus Hellenvilliers Manoir-Ferme d'Hellenvilliers                      | Le Mesnil-Jourdain                                                    | Schloss (Herrenhaus)       | |      |
| Schloss Hellenvilliers Château d'Hellenvilliers                              | Grandvilliers 48,80522° N, 1,10602° O                                 | Schloss                    | |      |
| Herrenhaus La Herpinière Manoir de La Herpinière                             | Beaumontel                                                            | Schloss (Herrenhaus)       | |      |
| Herrenhaus Heubécourt-Haricourt Manoir de Heubécourt-Haricourt               | Heubécourt-Haricourt                                                  | Schloss (Herrenhaus)       | |      |
| Schloss Heudicourt Château d'Heudicourt                                      | Heudicourt 49,33601° N, 1,66034° O                                    | Schloss                    | |      |
| Schloss Heuqueville Château de Heuqueville                                   | Heuqueville 49,284831° N, 1,338737° O                                 | Schloss                    | |      |
| Herrenhaus Hideuse Manoir de Hideuse                                         | Lyons-la-Forêt                                                        | Schloss (Herrenhaus)       | |      |
| Herrenhaus Le Hom Manoir du Hom                                              | Beaumont-le-Roger 49,067568° N, 0,782534° O                           | Schloss (Herrenhaus)       | |      |
| Schloss Houetteville Château d'Houetteville                                  | Houetteville 49,126539° N, 1,1074° O                                  | Schloss                    | |      |
| Schloss Le Houlbec Château du Houlbec                                        | Les Monts du Roumois 49,255532° N, 0,830225° O                        | Schloss                    | |      |
| Schloss La Houssaye Château de la Houssaye                                   | Barneville-sur-Seine 49,388715° N, 0,854536° O                        | Schloss                    | |      |
| Herrenhaus La Houssaye Manoir de la Houssaye                                 | Brétigny 49,216597° N, 0,657434° O                                    | Schloss (Herrenhaus)       | |      |
| Herrenhaus L’Huis Manoir de l'Huis                                           | Mézières-en-Vexin                                                     | Schloss (Herrenhaus)       | |      |
| Burg L’Île aux Bœufs Château fort de l'île aux Bœufs                         | Notre-Dame-de-l’Isle                                                  | Burg                       | Ruine |      |
| Fort L’Île du Château Fort de l'île du Château                               | Les Andelys 49,243886° N, 1,394509° O                                 | Festung (Fort)             | Ruine |      |
| Schloss Incarville Château d'Incarville                                      | Incarville                                                            | Schloss                    | |      |
| Burg Ivry-la-Bataille Château d'Ivry-la-Bataille                             | Ivry-la-Bataille 48,885° N, 1,457° O                                  | Burg                       | Ruine |      |
| Schloss Jeufosse Château de Jeufosse                                         | Saint-Aubin-sur-Gaillon 49,148616° N, 1,347316° O                     | Schloss                    | |      |
| Herrenhaus Lachy Manoir de Lachy                                             | Beuzeville                                                            | Schloss (Herrenhaus)       | |      |
| Herrenhaus La Lande Manoir de La Lande                                       | Lyons-la-Forêt                                                        | Schloss (Herrenhaus)       | |      |
| Herrenhaus La Lande-Asseline Manoir de La Lande-Asseline                     | Lorleau                                                               | Schloss (Herrenhaus)       | |      |
| Schloss Launay Château de Launay                                             | Saint-Georges-du-Vièvre 49,238707° N, 0,600249° O                     | Schloss                    | |      |
| Herrenhaus Léomesnil Manoir de Léomesnil                                     | Boisemont                                                             | Schloss (Herrenhaus)       | |      |
| Burg Limaie Fort de Limaie                                                   | Igoville 49,30854° N, 1,157932° O                                     | Burg                       | Ruine |      |
| Schloss Limeux Château de Limeux                                             | Saint-Denis-du-Béhélan 48,875497° N, 0,936816° O                      | Schloss                    | 2010 von seinem Besitzer absichtlich zerstört |      |
| Schloss Livet-sur-Authou Château de Livet-sur-Authou                         | Livet-sur-Authou 49,232868° N, 0,656922° O                            | Schloss                    | |      |
| Herrenhaus Le Logis Manoir du Logis                                          | Beauficel-en-Lyons                                                    | Schloss (Herrenhaus)       | |      |
| Herrenhaus Le Logis Manoir du Logis                                          | Bourgtheroulde-Infreville 49,300009° N, 0,874861° O                   | Schloss (Herrenhaus)       | Heute ein Altenheim |      |
| Schloss Le Logis Château du Logis                                            | Lisors                                                                | Schloss                    | |      |
| Burg Longchamps Château fort de Longchamps                                   | Longchamps 49,366918° N, 1,629214° O                                  | Burg                       | Ruine |      |
| Herrenhaus Longuemare Manoir de Longuemare                                   | Les Andelys                                                           | Schloss (Herrenhaus)       | |      |
| Schloss Lorey Château de Lorey                                               | Breuilpont 48,952835° N, 1,413943° O                                  | Schloss                    | |      |
| Schloss Lorleau Château de Lorleau                                           | Lorleau                                                               | Schloss                    | |      |
| Schloss Louye Château de Louye                                               | Louye 48,79791° N, 1,31644° O                                         | Schloss                    | |      |
| Burg Lyons Château de Lyons                                                  | Lyons-la-Forêt                                                        | Burg                       | Abgegangen, nur noch eine Kapelle existiert |      |
| Schloss La Madeleine Château de la Madeleine                                 | Pressagny-l’Orgueilleux 49,1231° N, 1,4552° O                         | Schloss                    | |      |
| Herrenhaus Mancelles Manoir de Mancelles                                     | Ajou                                                                  | Schloss (Herrenhaus)       | |      |
| Herrenhaus Le Manoir Manoir du Manoir                                        | Mesnil-en-Ouche                                                       | Schloss (Herrenhaus)       | |      |
| Herrenhaus Le Manoir Manoir du Manoir (Château de Lilly)                     | Lilly                                                                 | Schloss (Herrenhaus)       | |      |
| Herrenhaus Mantelle Manoir de Mantelle                                       | Les Andelys                                                           | Schloss (Herrenhaus)       | |      |
| Schloss Marbeuf Château de Marbeuf                                           | Marbeuf 49,157504° N, 0,966794° O                                     | Schloss                    | |      |
| Schloss La Mare-aux-Cerfs Château de La Mare-aux-Cerfs                       | Bois-Jérôme-Saint-Ouen                                                | Schloss                    | |      |
| Herrenhaus La Mare-aux-Seigneurs Manoir de la Mare-aux-Seigneurs             | Hennezis                                                              | Schloss (Herrenhaus)       | |      |
| Schloss Martot Château de Martot                                             | Martot 49,29512° N, 1,06687° O                                        | Schloss                    | |      |
| Herrenhaus Le Mascrier Manoir du Mascrier                                    | Bernay                                                                | Schloss (Herrenhaus)       | |      |
| Schloss Maupertuis Château de Maupertuis                                     | Lilly                                                                 | Schloss                    | |      |
| Herrenhaus Maurepas Manoir de Maurepas                                       | Bézu-la-Forêt                                                         | Schloss (Herrenhaus)       | |      |
| Schloss Melleville Château de Melleville                                     | Guichainville 49,004171° N, 1,168709° O                               | Schloss                    | Gästezimmer |      |
| Schloss Menneval Château de Menneval                                         | Menneval 49,099148° N, 0,635396° O                                    | Schloss                    | |      |
| Schloss La Mésangère Château de La Mésangère                                 | Les Monts du Roumois 49,278794° N, 0,850858° O                        | Schloss                    | |      |
| Herrenhaus Le Mesnil Manoir du Mesnil                                        | Andé                                                                  | Schloss (Herrenhaus)       | |      |
| Herrenhaus Le Mesnil Manoir du Mesnil                                        | Mesnil-en-Ouche                                                       | Schloss (Herrenhaus)       | |      |
| Herrenhaus Le Mesnil Manoir du Mesnil                                        | Mesnil-Verclives                                                      | Schloss (Herrenhaus)       | |      |
| Herrenhaus Le Mesnil Manoir du Mesnil                                        | Port-Mort                                                             | Schloss (Herrenhaus)       | |      |
| Herrenhaus Le Mesnil-Guilbert Manoir du Mesnil-Guilbert                      | Bézu-Saint-Éloi                                                       | Schloss (Herrenhaus)       | |      |
| Schloss Le Mont-Criquet Château du Mont-Criquet                              | Saint-Victor-d’Épine 49,215514° N, 0,606642° O                        | Schloss                    | |      |
| Schloss Le Mont-Poignant Château du Mont-Poignant                            | Saint-Ouen-de-Pontcheuil 49,238238° N, 0,951679° O                    | Schloss                    | |      |
| Schloss Montaure Château de Montaure                                         | Terres de Bord 49,1353° N, 1,513° O                                   | Schloss                    | Heute ein Museum |      |
| Burg Montfort-sur-Risle Château de Montfort-sur-Risle                        | Montfort-sur-Risle 49,163326° N, 0,404134° O                          | Burg                       | |      |
| Schloss Les Mortiers Château des Mortiers                                    | Morainville-Jouveaux 49,222162° N, 0,447986° O                        | Schloss                    | |      |
| Herrenhaus La Motte Manoir de la Motte                                       | Asnières                                                              | Schloss (Herrenhaus)       | |      |
| Schloss La Motte Château de la Motte                                         | Montfort-sur-Risle 49,29924° N, 0,658663° O                           | Schloss                    | |      |
| Herrenhaus Le Mouchel 1 Manoir du Mouchel 1                                  | Vascœuil                                                              | Schloss (Herrenhaus)       | |      |
| Herrenhaus Le Mouchel 2 Manoir du Mouchel 2                                  | Vascœuil                                                              | Schloss (Herrenhaus)       | |      |
| Schloss Muids Château de Muids                                               | Muids                                                                 | Schloss                    | |      |
| Fort Le Muret Fort du Muret                                                  | Les Andelys 49,222586° N, 1,415324° O                                 | Burg (Motte)               | |      |
| Schloss Mussegros Château de Mussegros                                       | Écouis                                                                | Schloss                    | Im Weiler Mussegros |      |
| Schloss Nagel Château de Nagel                                               | Nagel-Séez-Mesnil 48,91745° N, 0,9519° O                              | Schloss                    | |      |
| Schloss Le Neubourg Le Vieux-Château                                         | Le Neubourg 49,1484° N, 0,8996° O                                     | Schloss                    | |      |
| Burg Neuilly Château fort de Neuilly                                         | Beuzeville                                                            | Burg                       | |      |
| Herrenhaus Noyers Manoir de Noyers                                           | Les Andelys                                                           | Schloss (Herrenhaus)       | |      |
| Schloss Osmoy Château d'Osmoy                                                | Champigny-la-Futelaye 48,864756° N, 1,273429° O                       | Schloss                    | |      |
| Herrenhaus Paix Manoir de Paix                                               | Les Andelys                                                           | Schloss (Herrenhaus)       | |      |
| Herrenhaus Panilleuse Manoir de Panilleuse                                   | Vexin-sur-Epte                                                        | Schloss (Herrenhaus)       | |      |
| Herrenhaus Le Pâtis Manoir du Pâtis                                          | Amécourt                                                              | Schloss (Herrenhaus)       | |      |
| Herrenhaus Pavillon Manoir Pavillon                                          | Amfreville-les-Champs                                                 | Schloss (Herrenhaus)       | |      |
| Herrenhaus Les Perruzeaux Manoir des Perruzeaux                              | Bacqueville                                                           | Schloss (Herrenhaus)       | |      |
| Schloss Plasnes Petit château de Plasnes                                     | Plasnes 49,133002° N, 0,613634° O                                     | Schloss                    | |      |
| Schloss Petiteville Château de Petiteville                                   | Gournay-le-Guérin 48,730209° N, 0,772544° O                           | Schloss                    | |      |
| Herrenhaus Pierrelaye Manoir de Pierrelaye                                   | Beaumontel                                                            | Schloss (Herrenhaus)       | |      |
| Herrenhaus La Pillette Manoir de la Pillette                                 | Bernay                                                                | Schloss (Herrenhaus)       | |      |
| Schloss Pinterville Château de Pinterville                                   | Pinterville 49,187694° N, 1,175722° O                                 | Schloss                    | |      |
| Herrenhaus La Plardière Manoir de La Plardière                               | Beaumontel                                                            | Schloss (Herrenhaus)       | |      |
| Herrenhaus Les Planches Manoir des Planches                                  | Acquigny 49,1542° N, 1,1768° O                                        | Schloss (Herrenhaus)       | |      |
| Herrenhaus Le Plessis Manoir du Plessis                                      | Touffreville                                                          | Schloss (Herrenhaus)       | |      |
| Schloss Le Plessis-Bouquelon Château du Plessis-Bouquelon                    | Bouquelon 49,385333° N, 0,492277° O                                   | Schloss                    | |      |
| Herrenhaus Le Plix-Aubin Manoir du Plix-Aubin                                | Vexin-sur-Epte                                                        | Schloss (Herrenhaus)       | |      |
| Herrenhaus La Pommeraye Manoir de La Pommeraye                               | Berville-sur-Mer 49,424071° N, 0,338346° O                            | Schloss (Herrenhaus)       | |      |
| Schloss Pont-Saint-Pierre Château de Pont-Saint-Pierre (Château de Logempré) | Pont-Saint-Pierre 49,333801° N, 1,285144° O                           | Schloss                    | |      |
| Schloss Port-Mort Château de Port-Mort                                       | Port-Mort 49,171812° N, 1,39833° O                                    | Schloss                    | |      |
| Herrenhaus Porte-Joie Manoir de Porte-Joie                                   | Porte-Joie 49,258651° N, 1,25885° O                                   | Schloss (Herrenhaus)       | |      |
| Herrenhaus La Poterie Manoir de la Poterie                                   | Bacqueville                                                           | Schloss (Herrenhaus)       | |      |
| Herrenhaus Le Prieuré Manoir du Prieuré                                      | Mesnil-Verclives                                                      | Schloss (Herrenhaus)       | |      |
| Herrenhaus La Queue-d’Haye Manoir de La Queue-d'Haye                         | Heubécourt-Haricourt                                                  | Schloss (Herrenhaus)       | |      |
| Schloss Radepont Château de Radepont                                         | Radepont 49,353433° N, 1,323705° O                                    | Schloss                    | |      |
| Herrenhaus Radeval Manoir de Radeval (Manoir La Grande Maison)               | Les Andelys 49,249673° N, 1,461906° O                                 | Schloss (Herrenhaus)       | Demontiert und in England wieder aufgebaut |      |
| Schloss La Rapée Château de la Rapée                                         | Bazincourt-sur-Epte                                                   | Schloss                    | |      |
| Herrenhaus Rebais Manoir de Rebais                                           | Les Bottereaux 48,875405° N, 0,655826° O                              | Schloss (Herrenhaus)       | |      |
| Schloss Requiécourt Château de Requiécourt                                   | Vexin-sur-Epte 49,229719° N, 1,611416° O                              | Schloss                    | |      |
| Burg Robert Enceinte préhistorique du Château-Robert                         | Acquigny                                                              | Burg                       | Prähistorisch, oberhalb des Ortes Acquigny |      |
| Schloss Le Rocher Château du Rocher                                          | Saint-Just                                                            | Schloss                    | |      |
| Herrenhaus Roncherolles Manoir de Roncherolles                               | Cuverville                                                            | Schloss (Herrenhaus)       | |      |
| Schloss Rosay-sur-Lieure Château de Rosay-sur-Lieure                         | Rosay-sur-Lieure                                                      | Schloss                    | |      |
| Schloss Les Rotoirs Château des Rotoirs                                      | Saint-Aubin-sur-Gaillon 49,130366° N, 1,344779° O                     | Schloss                    | |      |
| Schloss Rouville Château de Rouville                                         | Alizay                                                                | Schloss                    | |      |
| Schloss Les Rufflets Château des Rufflets                                    | Harcourt 49,169389° N, 0,78512° O                                     | Schloss                    | |      |
| Herrenhaus Saint-Aubin Manoir de Saint-Aubin                                 | Ajou 48,971335° N, 0,759763° O                                        | Schloss (Herrenhaus)       | |      |
| Schloss Saint-Aubin-d’Écrosville Château de Saint-Aubin-d'Écrosville         | Saint-Aubin-d’Écrosville                                              | Schloss                    | |      |
| Schloss Saint-Christophe-sur-Avre Château de Saint-Christophe-sur-Avre       | Saint-Christophe-sur-Avre 48,701454° N, 0,812941° O                   | Schloss                    | |      |
| Herrenhaus Saint-Crespin Manoir de Saint-Crespin                             | Lorleau 49,436573° N, 1,523549° O                                     | Schloss (Herrenhaus)       | |      |
| Schloss Saint-Gervais d’Asnières Château de Saint-Gervais                    | Asnières 49,205833° N, 0,403889° O                                    | Schloss                    | |      |
| Schloss Saint-Hilaire Château Saint-Hilaire                                  | Louviers 49,20268° N, 1,17091° O                                      | Schloss                    | |      |
| Burg Saint-Jean Château fort Saint-Jean                                      | Beaumont-le-Roger                                                     | Burg                       | Abgegangen |      |
| Herrenhaus Saint-Jean-de-Frenelles Manoir de Saint-Jean-de-Frenelles         | Boisemont                                                             | Schloss (Herrenhaus)       | |      |
| Schloss Saint-Just Château de Saint-Just                                     | Saint-Just 49,1107° N, 1,4314° O                                      | Schloss                    | Touristen-Infobüro |      |
| Schloss Saint-Léger Château de Saint-Léger                                   | Le Plessis-Sainte-Opportune 49,108665° N, 0,64459° O                  | Schloss                    | Gästezimmer |      |
| Schloss Saint-Léger-de-Rôtes Château de Saint-Léger-de-Rôtes                 | Saint-Léger-de-Rôtes 49,121505° N, 0,670688° O                        | Schloss                    | |      |
| Schloss Saint-Maclou Château de Saint-Maclou                                 | Saint-Maclou 49,360775° N, 0,411761° O                                | Schloss                    | |      |
| Schloss Saint-Martin Château Saint-Martin                                    | Étrépagny 49,31689° N, 1,613898° O                                    | Schloss                    | |      |
| Herrenhaus Saint-Ouen Manoir de Saint-Ouen                                   | Daubeuf-près-Vatteville                                               | Schloss (Herrenhaus)       | |      |
| Schloss Saint-Paul (Hauville) Château de Saint-Paul                          | Hauville 49,410932° N, 0,759242° O                                    | Schloss                    | |      |
| Herrenhaus Salverte Manoir de Salverte                                       | Heubécourt-Haricourt 49,13649° N, 1,56014° O                          | Schloss (Herrenhaus)       | |      |
| Burg Le Saussard Château fort du Saussard                                    | Bazincourt-sur-Epte                                                   | Burg                       | |      |
| Schloss Le Saussard Château du Saussard                                      | Bazincourt-sur-Epte                                                   | Schloss                    | |      |
| Herrenhaus Senancourt Manoir de Senancourt                                   | Vexin-sur-Epte                                                        | Schloss (Herrenhaus)       | |      |
| Herrenhaus Senneville Manoir de Senneville                                   | Amfreville-sous-les-Monts 49,2938° N, 1,2802° O                       | Schloss (Herrenhaus)       | |      |
| Herrenhaus Surcy Manoir de Surcy                                             | Mézières-en-Vexin                                                     | Schloss (Herrenhaus)       | |      |
| Schloss Le Theil Château du Theil                                            | Valailles 49,123219° N, 0,618526° O                                   | Schloss                    | |      |
| Herrenhaus Thierceville Manoir de Thierceville                               | Bazincourt-sur-Epte                                                   | Schloss (Herrenhaus)       | |      |
| Schloss Thierceville Château de Thierceville                                 | Bazincourt-sur-Epte                                                   | Schloss                    | |      |
| Schloss La Thillaye Château de la Thillaye                                   | Saint-Christophe-sur-Condé                                            | Schloss                    | |      |
| Schloss Le Thuit Château du Thuit                                            | Les Monts du Roumois 49,289099° N, 0,829494° O                        | Schloss                    | |      |
| Schloss Le Thuit Château du Thuit                                            | Le Thuit                                                              | Schloss                    | |      |
| Herrenhaus Le Thuit Manoir du Thuit                                          | Port-Mort                                                             | Schloss (Herrenhaus)       | |      |
| Schloss Tillières-sur-Avre Château de Tillières-sur-Avre                     | Tillières-sur-Avre 48,7574° N, 1,0534° O                              | Schloss                    | |      |
| Schloss Tilly Château de Tilly                                               | Boissey-le-Châtel 49,2744° N, 0,7865° O                               | Schloss                    | |      |
| Schloss Tosny Château de Tosny                                               | Tosny 49,217029° N, 1,369892° O                                       | Schloss                    | |      |
| Burg Tour de la Reine Blanche Château fort Tour de la Reine Blanche          | Bézu-Saint-Éloi                                                       | Burg                       | |      |
| Schloss Les Tourelles Château des Tourelles                                  | Vernon 49,0981° N, 1,4885° O                                          | Schloss                    | |      |
| Schloss Tournebut Château de Tournebut                                       | Le Val d’Hazey 49,183309° N, 1,329913° O                              | Schloss                    | |      |
| Schloss Tourny Château de Tourny                                             | Vexin-sur-Epte                                                        | Schloss                    | |      |
| Herrenhaus Travailles Manoir de Travailles                                   | Harquency                                                             | Schloss (Herrenhaus)       | |      |
| Herrenhaus Trianel Manoir de Trianel                                         | Perriers-sur-Andelle                                                  | Schloss (Herrenhaus)       | |      |
| Herrenhaus Les Ursulines Manoir des Ursulines                                | Bazincourt-sur-Epte                                                   | Schloss (Herrenhaus)       | |      |
| Herrenhaus Val-Boncœur Manoir de Val-Boncœur                                 | Beaumont-le-Roger                                                     | Schloss (Herrenhaus)       | |      |
| Herrenhaus Le Valcorbon Manoir du Valcorbon                                  | Vexin-sur-Epte                                                        | Schloss (Herrenhaus)       | |      |
| Schloss Le Valtier Château du Valtier                                        | Hondouville                                                           | Schloss                    | |      |
| Schloss Vandrimare Château de Vandrimare                                     | Vandrimare                                                            | Schloss                    | |      |
| Schloss Vascœuil Château de Vascœuil (Château de la Forestière)              | Vascœuil 49,4467° N, 1,3789° O                                        | Schloss                    | Heute ein Museum |      |
| Herrenhaus Vatteville Manoir de Vatteville                                   | Vatteville                                                            | Schloss (Herrenhaus)       | |      |
| Schloss Verclives Château de Verclives                                       | Mesnil-Verclives 49,3191° N, 1,4687° O                                | Schloss                    | |      |
| Burg Verneuil-sur-Avre Château de Verneuil-sur-Avre                          | Verneuil-sur-Avre                                                     | Burg                       | Ruine, ein Rundturm Tour Grise (dt. ‚Grauer Turm‘) aus dem 13. Jahrhundert erhalten                                                                        |      |
| Herrenhaus Vézillon Manoir de Vézillon                                       | Vézillon                                                              | Schloss (Herrenhaus)       | |      |
| Herrenhaus Les Vieilles Manoir des Vieilles                                  | Beaumont-le-Roger                                                     | Schloss (Herrenhaus)       | |      |
| Herrenhaus Le Vieux-Montfort Manoir du Vieux-Montfort                        | Appeville-Annebault                                                   | Schloss (Herrenhaus)       | |      |
| Schloss Villers Château de Villers                                           | Les Andelys                                                           | Schloss                    | Ruine |      |
| Herrenhaus Villers 1 Manoir de Villers 1                                     | Les Andelys                                                           | Schloss (Herrenhaus)       | |      |
| Herrenhaus Villers 2 Manoir de Villers 2                                     | Les Andelys                                                           | Schloss (Herrenhaus)       | |      |
| Herrenhaus La Rivière Manoir de La Rivière                                   | Bailleul-la-Vallée                                                    | Schloss (Herrenhaus)       | |      |
| Herrenhaus La Rivière Manoir de La Rivière                                   | Les Andelys 49,245999° N, 1,447256° O                                 | Schloss (Herrenhaus)       | |      |
| Herrenhaus La Roque Manoir de La Roque                                       | Bézu-la-Forêt                                                         | Schloss (Herrenhaus)       | |      |
| Herrenhaus La Roque Manoir de La Roque                                       | Le Val d’Hazey 49,166544° N, 1,329795° O                              | Schloss (Herrenhaus)       | |      |
| Schloss La Sapaie Château de la Sapaie                                       | Mesnil-en-Ouche                                                       | Schloss                    | |      |
| Schloss La Tuilerie Château de La Tuilerie                                   | Cauverville-en-Roumois 49,3648° N, 0,6434° O                          | Schloss                    | |      |
| Schloss La Vacherie Château de la Vacherie                                   | Barquet                                                               | Schloss                    | |      |
| Schloss La Vallée Château de la Vallée                                       | Plasnes 49,140869° N, 0,625664° O                                     | Schloss                    | |      |